# Oratoire Saint-Georges de Padoue
L'oratoire Saint-Georges (Oratorio di San Giorgio) est une chapelle située piazza del Santo à Padoue, à proximité immédiate de la basilique Saint-Antoine. Construite au XIVe siècle, elle est célèbre pour ses fresques peintes par Altichiero da Zevio entre 1379 et 1384.

## Historique
La chapelle a été commandée par Raimondino Lupi (it), un condottiere au service de la Maison de Carrare à la tête de la ville de Padoue. Sa construction commence en 1377 mais est inachevée à sa mort en 1379. La chapelle est néanmoins achevée à l'initiative de ses exécuteurs testamentaires que sont son cousin Bonifazio di Ugolotto Lupi et ses neveux Antonio et Simone di Guido Lupi. C'est sans doute à cette date que commence sa décoration intérieure : elle est ornée de fresques de la main du peintre de Vérone Altichiero da Zevio, qui achève son travail en 1384.
L'intérieur de la chapelle est en partie détruit par les troupes napoléoniennes. Les peintures ont fait l'objet d'une restauration en 1999.

## Description
L'oratoire a été construit à l'emplacement de l'ancien cimetière de la basilique. Aujourd'hui adossé à d'autres bâtiments, il était autrefois isolé. C'est un petit bâtiment en brique  couvert d'une voûte en berceau. Sa façade contient un oculus, un autre oculus sur la façade opposée accompagnée de deux fenêtres à lancette et trois sur chaque mur gouttereau, disposées de manière symétrique. Raimondi était enterré dans une tombe monumentale située au milieu de l'édifice mais aujourd'hui en grande partie disparue, de même que le retable situé en face de l'entrée. L'ensemble des murs sont couverts de fresques évoquant différents épisodes :
- Crucifixion et Couronnement de la Vierge sur le mur du fond ;
- un cycle de la vie de saint Georges sur le mur de gauche ;
- les Vies de sainte Catherine et sainte Lucie sur le mur de droite ;
- L'Enfance du Christ sur l'envers de la façade : Annonciation, Nativité, Adoration des mages, La Fuite en Égypte et Présentation au temple.

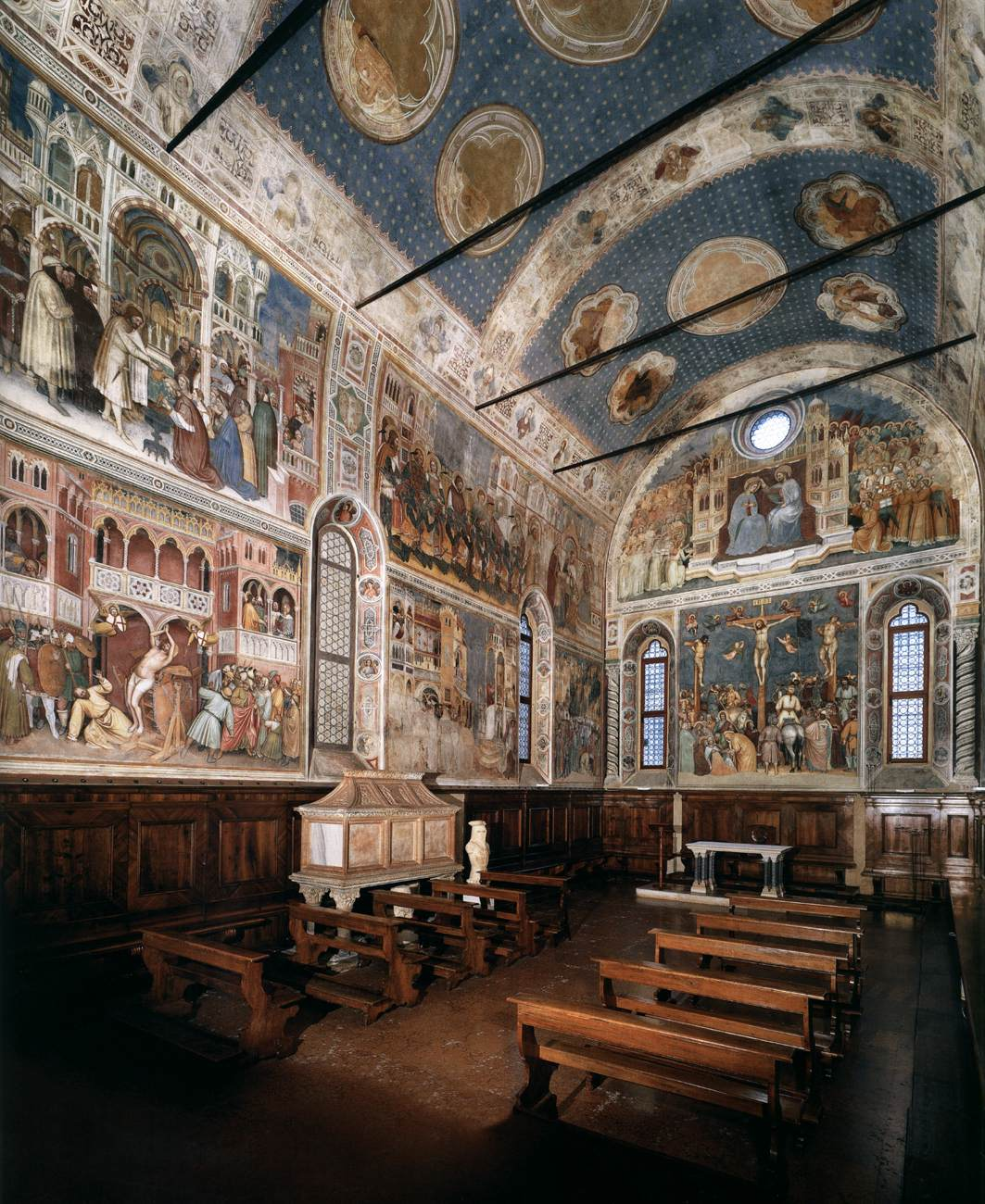
Vue du mur intérieur gauche.
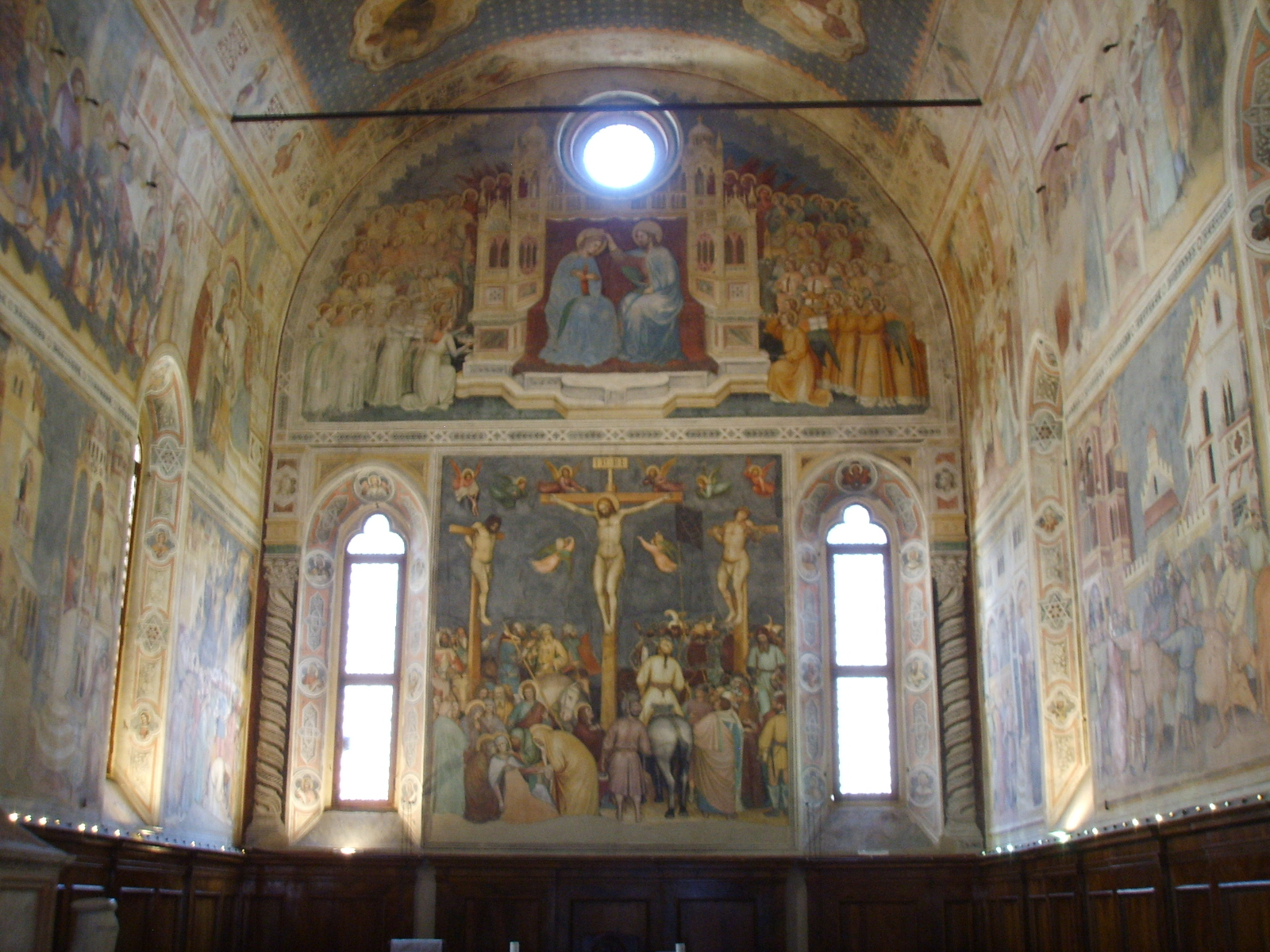
Fresque du mur du fond.
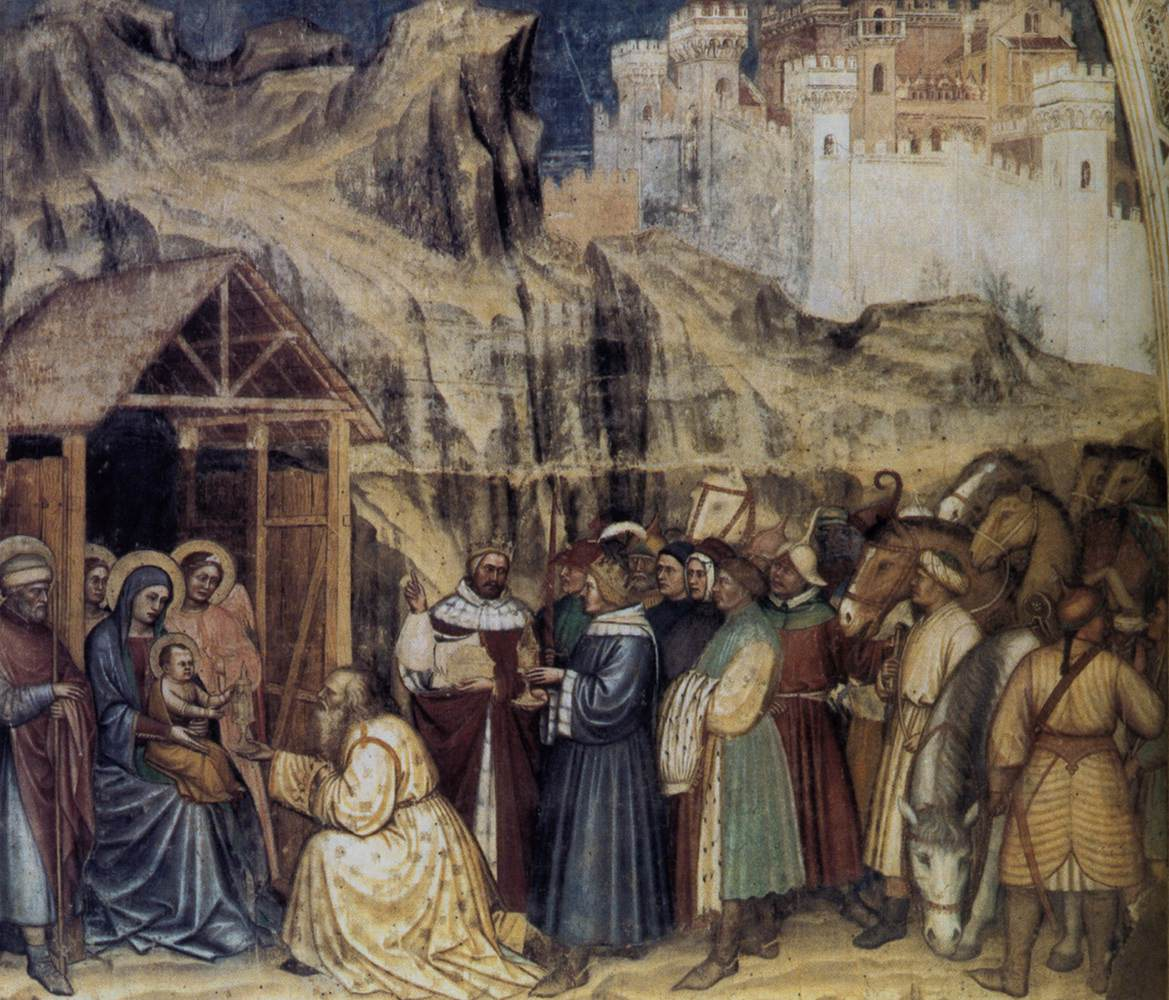
Détail de L'Adoration des mages.

Envers de la façade
- Annunciazione
- Nascita di Gesù
- Adorazione dei Magi
- Fuga in Egitto
- Presentazione di Gesù al Tempio

Paroi de l'autel
- Incoronazione di Maria tra cori angelici
- Crocefissione di Gesù

Paroi de gauche, registre supérieur
- San Giorgio uccide il Drago
- San Giorgio battezza Servio, re di Cirene
- Raimondo Lupi, preceduto dai nipoti, dai fratelli e dai genitori, adora il Bambin Gesù in grembo alla Vergine in trono

Paroi de gauche, registre inférieur
- San Giorgio beve il veleno e resta incolume
- Due angeli liberano San Giorgio dal supplizio della ruota
- San Giorgio con la preghiera fa crollare il tempio dell'idolo
- Decapitazione di San Giorgio

Paroi de droite, registre supérieur
- Santa Caterina d'Alessandria si professa cristiana mentre le compagne rinnegano la fede
- Discussione di Santa Caterina d'Alessandria con i filosofi
- Santa Caterina d'Alessandria sottoposta al tormento della ruota ne è miracolosamente liberata
- Decapitazione di Santa Caterina d'Alessandria e sepoltura delle sue spoglie mortali sul monte Sinai

Paroi de droite, registre inférieur
- Santa Lucia da Siracusa irremovibile nella fede davanti al Tribunale di Pascasio
- Santa Lucia da Siracusa trascinata inutilmente verso un postribolo
- Martirio di Santa Lucia da Siracusa, che rimasta immune all'olio bollente e al rogo viene pugnalata da uno sgherro
- Funerali di Santa Lucia da Siracusa.

### Analyse de laDécapitation de saint Georges

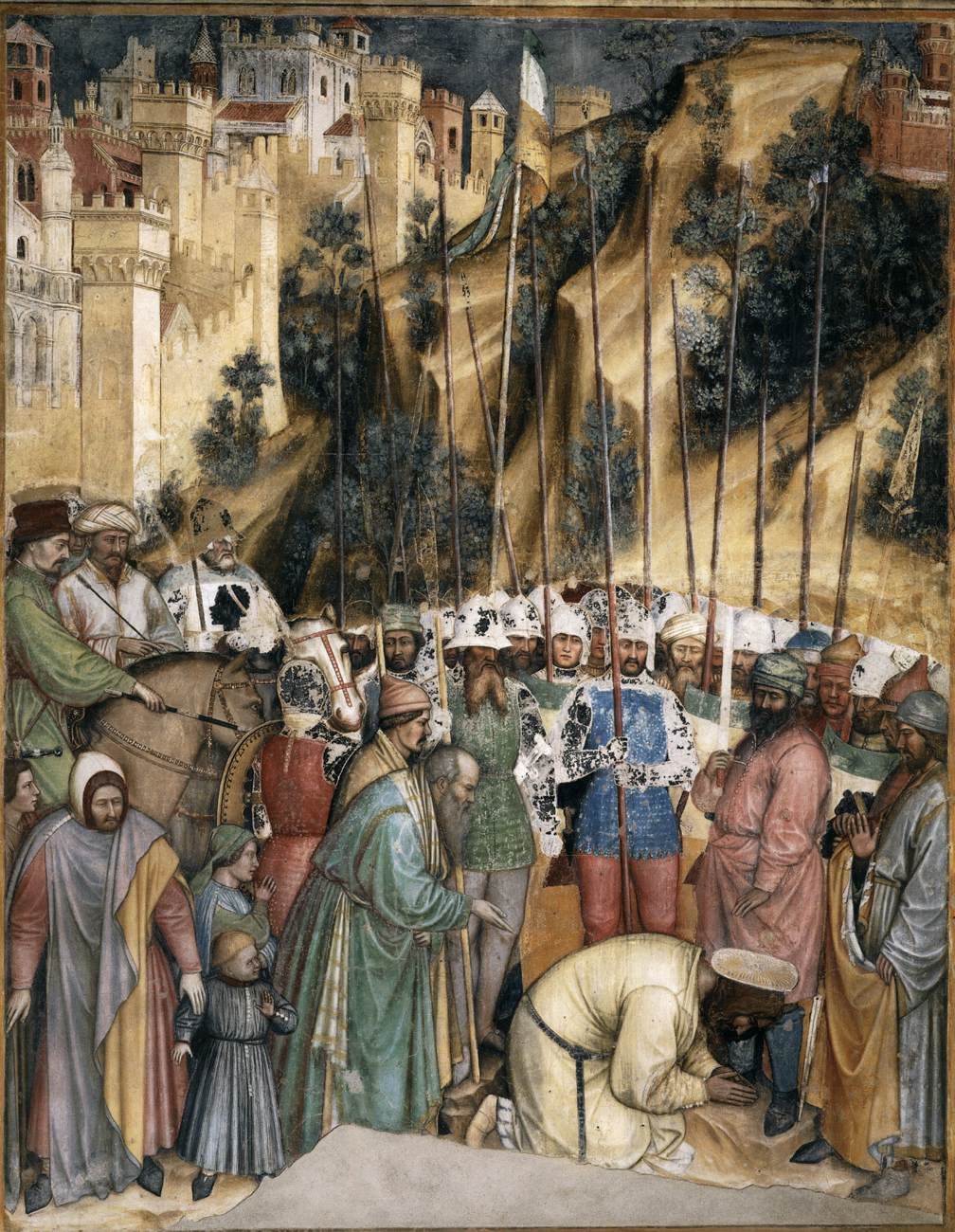
Altichiero, Décapitation de saint Georges.

Le paysage, présenté verticalement, se développe jusqu'à comprendre arbres, cités, montagnes, mais au premier plan, la « scène » du martyre présente une présence anecdotique très forte : geste du commandant et du bourreau , ultime exhortation d'un vieillard tandis qu'un père emmène son enfant effrayé… La mise en rapport entre le paysage et l'action est assurée par le groupe de soldats dont les lances traversent et scandent la montagne. Ce véritable « outil plastique » est disposé ici selon une rigueur spatiale très forte : toutes les têtes sont au même niveau selon un léger arc de cercle. Le souci de la cohérence spatiale est évident, comme dans la force avec laquelle le saint est agenouillé et son auréole présentée « en perspective ».